# کودکان ذرت (فیلم ۲۰۲۰)
کودکان ذرت (به انگلیسی: Children of the Corn) یک فیلم اسلشر و داستان ترسناک آمریکایی محصول سال ۲۰۲۰ به نویسندگی و کارگردانی کرت ویمر با بازی النا کومپوریس، کیت مویر، کالن مالوی و بروس اسپنس است. این فیلم بازسازی کودکان ذرت (فیلم ۱۹۸۴) و یازدهمین قسمت از این مجموعه فیلم می‌باشد.
این فیلم در ۲۳ اکتبر ۲۰۲۰ در ساراسوتا، فلوریدا به نمایش درآمد. در ژانویه ۲۰۲۳، آرال‌جی‌ای فیلمز و سرویس پخش ساندر حقوق توزیع را به دست آورد. این فیلم در یک نمایش ۱۸ روزه از ۳ مارس ۲۰۲۳ اکران شد و در شودر در ۲۱ مارس ۲۰۲۳ اکران خواهد شد.

## تولید
در سال ۲۰۲۰، این پروژه به عنوان بازسازی کودکان ذرت اعلام شد. لوکاس فاستر تهیه‌کننده بعداً توضیح داد که قرار است اقتباس جدیدی از داستان کینگ باشد و تقریباً هیچ ربطی به فیلم ۱۹۸۴ نداشته باشد. فیلمبرداری اصلی در نیو ساوت ولز در اوایل مارس ۲۰۲۰، در آغاز همه‌گیری COVID-19 آغاز شد و در ژوئن همان سال به پایان رسید.

## بازخوردها
این فیلم نقدهای منفی منتقدان را دریافت کرد. در وب‌سایت جمع‌آوری نقد راتن تومیتوز از ۴۴ نقد منتقد، با میانگین امتیاز ۳٫۲ از ۱۰ می‌باشد. در متاکریتیک، که از میانگین وزنی استفاده می‌کند، بر اساس رای ۱۰ منتقد، امتیاز ۲۱ از ۱۰۰ را به فیلم اختصاص داد که نشان‌دهنده «بررسی‌های عموماً نامطلوب» است.